# Gisela Pankow
Gisela Pankow, née à Dusseldorf le 25 février 1914 et morte à Berlin le 14 août 1998, est une neuropsychiatre et psychanalyste française d'origine allemande.

## Biographie
Née en 1914, issue d'un milieu d'enseignants démocrates, son enfance se passa à Berlin. Bien que bonne élève, elle ne peut s'inscrire en faculté de médecine  en 1933, en raison du contexte politique de l'époque. Elle s'engagea alors dans des études scientifiques, mathématiques et physique, lui ouvrant, en principe, une carrière d'enseignante selon la tradition familiale. Elle obtient son diplôme en 1937, mais pas de poste : l'engagement politique de sa famille et surtout de son père, membre du parti démocrate, anti-nazi, et ami de Th. Heuss, la rend suspecte, et même l'enseignement privé la rejette. Elle finit par trouver un emploi de mathématicienne chargée de recherches statistiques dans l'industrie aéronautique.
Ce n'est qu'en 1943 qu'elle parvient à s'inscrire à la faculté de médecine de Tübingen. Début 1944, elle s'engage dans un cursus de formation psychanalytique auprès de Luise, puis Kate Weisäcker. En 1949 elle obtient son diplôme, et ouvre un cabinet privé à Tübingen.  
Parallèlement à sa formation de médecin, psychiatre, et psychanalyste, Gisela Pankow s'ouvre à la philosophie, et particulièrement à la phénoménologie, qui connaît un grand essor en Allemagne, en référence à Martin Heidegger et Ludwig Binswanger. À Tübingen, elle suit assidûment les cours de Romano Guardini, également à partir de 1945, et se liera ultérieurement avec Gustav Siewwert.
En 1950, elle assiste au premier congrès mondial de psychiatrie de l'après-guerre, à Paris en 1950. Elle s'y inscrit, fait des rencontres, et saisit l'occasion qu'y s'y offre pour elle d'une bourse de recherches, comme assistante étrangère, dans le service d'endocrinologie de Jacques Decourt à la Salpêtrière. En 1953, elle s'inscrit à la Société française de psychanalyse et effectue des contrôles avec Françoise Dolto, Jacques Lacan et Daniel Lagache,. Elle publie en 1956 Structuration dynamique dans la  psychose. Contribution à la psychothérapie analytique de l'expérience psychotique du monde, préfacé par Juliette Favez-Boutonier, exposant deux cas cliniques. Mais c'est l'année suivante que paraît, à Berne, et en allemand, sous le titre Dynamische. Strukturierung in der Psychose. Beitrage zur analytischen Psychotherapie des Psychoses, son ouvrage fondamental, comportant six cas cliniques, soit quatre de plus que l'ouvrage français, et dont elle ne citera que des extraits dans les articles ou livres ultérieurs. Parallèlement, elle a soutenu une thèse à l'Université de Paris, à partir de ses travaux anthropométriques d'Ernst Kretschmer, et acquiert le titre de Docteur ès-sciences.  
Mais la France ne devait être qu'une étape dans son projet qui était de quitter l'Allemagne pour le monde anglo-saxon qui lui semblait plus apte à accueillir sa recherche dans le champ thérapeutique des psychoses et troubles psychiques apparentés. Elle multiplie les échanges épistolaires et se lie d'amitié avec les sommités de son époque (entre autres avec Frieda Fromm-Reichmann, John Rosen), et surtout, dès 1954, voyage énormément, participant à de très nombreux congrès où ses communications la font remarquer. Mais, si elle obtient des contrats pour des séries de conférences, des sessions de travail, ceux-ci n'ont jamais de durée suffisante pour ouvrir la voie d'une possible émigration. Paris, où elle s'installe définitivement dans la fin des années 1950, restera sa base de rayonnement, sans que cela mette fin à ses relations et déplacements internationaux, dans le monde anglo-saxon, mais aussi en Europe, dont la Suisse (bien sûr avec le Burghözli et les Bleuler), et la Belgique avec l'Université de Louvain (dont le professeur Jacques Schotte est devenu un ami très proche), l'Autriche, l'Espagne, la Grèce, etc., et même au-delà : Israël où l'invite Reuben Gilead, et la Russie où l'attirent les dernières recherches neurobiologiques. Une quinzaine de pays... dont aussi l'Allemagne, où elle enseignera à Bonn, de 1960 à 1970.   
Elle obtient la nationalité française en 1966 et sera reçue Chevalier de l'Ordre de la Légion d'Honneur en 1990.    
La France lui a ouvert aussi des amitiés, dont la plus importante est sans doute celle de Jean Oury, fondateur de la Clinique de La Borde et promoteur de la psychothérapie institutionnelle. Gisela Pankow participera aux réunions du Groupe de travail de psychothérapie et de sociothérapie institutionnelles (GTPSI) et entretiendra une collaboration clinique étroite avec La Borde. Elle se liera aussi avec Gaston Fessard, dont elle partage, à propos du symbole, la distinction fondamentale entre symbolisant et symbolisé.     
A Paris, elle a ouvert un séminaire privé en 1957, à son domicile, qu'elle assumera jusqu'à la fin de sa vie. Après sa naturalisation française, elle est accueillie dans le service psychiatrique du centre hospitalier universitaire de Créteil par André Bourguignon, et en 1970 y ouvre un séminaire public dans le cadre du CES de Psychiatrie, qui se poursuivra à l'hôpital Saint Antoine dans le service du Pr. Jean-Marc Alby et à la Faculté de Médecine. En 1979, ayant atteint l'âge de la retraite, ce séminaire, qui attire des foules, sera accueilli à l'hôpital Saint-Anne, grâce à l'appui du Dr. Jean Ayme, ami de J. Oury. Elle l'assurera jusqu'en 1992.   
Elle est décédée le 14 août 1998 à Berlin, dans son sommeil, au cours des vacances d'été qu'elle passait régulièrement chez sa sœur cadette, et y a été inhumée. Elle préparait son dernier livre.

## Apports
La ligne théorique
Gisela Pankow, avec Ernst Kretschmer, distingue deux catégories de psychoses, les psychoses nucléaires (Kern-Psychose), et les psychoses marginales (Rand-Psychose), selon l'importance des déstructurations psychiques. La schizophrénie s'inscrit dans le premier groupe ainsi que la plupart des grandes psychoses délirantes. Les épisodes psychotiques, les cas limites (border-lines), ainsi que certaines maladies psychosomatiques, pourraient appartenir au second. La lecture clinique s'en appuie sur l'image du corps, à laquelle elle attribue deux fonctions : la première concerne son organisation spatiale et la reconnaissance du lien entre partie et tout ; la seconde interroge la fonction et le sens que permet la première. Cette image du corps est celle du corps vécu (Leib en allemand), à ne pas confondre avec la projection spatiale d'un schéma corporel anatomique (le Körper en allemand). L'abord de cette image du corps vécu ne peut se réaliser efficacement que par l'établissement d'une greffe de transfert, (terme inspiré par les travaux de Marguerite Sechehaye), permettant l'accès aux failles de l'image du corps : le terme de faille semble plus approprié dans cette perspective  que celui de dissociation pour traduire la Spaltung d'Eugen Bleuler. Il s'agit là d'une faille dans le processus de symbolisation. La réparation de cette, (ou ces), failles, s'opère par la création/découverte du thérapeute d'un phantasme structurant : Gisela écrit phantasme pour le différencier du fantasme  imaginaire qui, lui,  obéit à la symbolisation. D'autres concepts se dégagent, tel celui des lois immanentes qui régissent toute vie, et particulièrement la vie humaine... Loi sociale, loi familiale sont des rencontres cruciales à ne pas ignorer dans certaines cures. Et un principe aussi : comprendre le comment du processus pathologique, ne jamais invoquer le pourquoi.                     
La ligne technique
La cure se passe impérativement en face à face et, si possible, la famille est reçue avant et/ou au cours du traitement : ces deux entorses à la technique classique de la psychanalyse ont provoqué une réaction hostile de la part de l'orthodoxie officielle, malgré les résultats manifestes obtenus. L'utilisation de médiateurs, tels que le dessin, la pâte à modeler, et autres, est aussi, habituellement, réservés aux enfants. C'est méconnaître l'utilisation originale de ces médiateurs dans l'approche originale qu'opère Gisela Pankow, de ce qu'elle appelle, plutôt que psychose, expérience psychotique du monde. Pour prendre l'exemple de la pâte à modeler, il ne s'agit pas de l'interpréter comme matériel projectif, comme représentation de conflits : le monde psychotique - psychosé - est a-conflictuel. C'est plutôt une manifestation du vécu transférentiel, du corps à corps  patient/analyste où se lie la possible greffe de transfert. On ne doit pas chercher à l'interprèter, pour Gisela Pankow. Mais ce peut être le point de départ d'une relance dialectisante où se révèlent les failles du processus symbolisant, et leur possible restructuration.                        
La pensée de Gisela Pankow est complexe, et son abord exige une sorte de mutation de la pensée clinique traditionnelle. Mais ses résultats thérapeutiques sont indéniables et ouvrent des voies novatrices dans le domaine de la recherche en matière clinique et thérapeutique des maladies mentales.

## Publications
- À propos de l'expérience du miroir dans la névrose et dans la psychose, L'Évolution psychiatrique, 2011, vol. 76, no 3.
- Structuration dynamique dans la psychose - Contribution à la psychothérapie analytique de l'expérience psychotique du monde, préface du Dr. J.Favez-Boutonier, ,Huber, Berne, 1956
- Dynamische Strukturierung in der Psychose. Beitrage zur analytischen Psychotherapie der Psychose, Huber, Bern, 1957. traduction japonaise, Ed.Isawaki Gakujutsu Suppansha, 1990, et française,  Ed.: Campagne Première, Coll.: Un parcours, 2010,  (ISBN 2915789592)
- Gesprengte Fesseln des Psychose, préface du Pr.Heinrich Meng, Reinhardt, München, 1968 ; KIndler, München, 1974
- L'Homme et sa Psychose, préface du DrJean Laplanche, Aubier, Paris, 1969, 1973, 1983; Flammarion, coll."Champs", 1993, 1997, 2003. Traduction en espagnol, El Hombre e sua  psicosis, Amorrortu, Buenos Aires, 1974; en italien, L'Uomo e sua psicosi, Feltrinelli, Milano, 1977; en grec, Pyli, Athènes, 1986.
- Structure familiale et psychose, Aubier, Paris 1977, 1983; éd. Flammarion, 2004, 2009. Traduit en espagnol, Estructura familiar y psychosis, Paidos, Buenos Aires ; en italien, Struttura amiliale e psicosi, Feltrinelli, Milan, 1979 ; en allemand, Familienstruktur und Psychose, Ullstein, Berlin, 1984
- L'Être-là du schizophrène, Aubier, Paris, 1981, Flammarion, Coll. Champs, 2006, 2011; traduit en allemand, Schizophrenie und Dasein, Frommann-Holzboog, Stuttgart, 1990
- L'Homme et son espace vécu. Abord analytique de la pensée poétique (analyses littéraires), Aubier,Paris, 1986, Flammarion, 1993
- Les Dangers du "On - dit": Abord analytique de la parole de l'autre, (ouvrage posthume, formalisé et annoté par P.P.Lacas), Ed.: Campagne Première, Coll.: Un parcours, Paris 2006
- De très nombreux articles et textes de conférences dans plusieurs langues, publiés dans des ouvrages thématiques et des revues, parmi lesquelles, en français, la revue Esprit